# 刘黑闼
刘黑闼（6世纪？—623年2月9日）。清河漳南（今河北省故城县东北）人，隋末唐初割據勢力之一。

## 生平
少时与窦建德为友。隋末从郝孝德参加瓦岗军。唐朝武德元年（618年），李密領導的瓦岗军潰敗，他为王世充所俘，世充以他為騎將，守新鄉（今屬河南），不久率部逃回河北，从窦建德，封漢東郡公，以骁勇多谋著称。武德四年（621年），窦建德為唐軍所敗，黑闥歸鄉里，種蔬菜自給。
唐軍派往河北的官吏往往暴虐，七月，窦建德被斬首於長安，舊將范願、董康買、曹湛、高雅賢等既憤，長嘆：“若不起兵報仇，實亦恥見天下人物。”眾推黑闥為王，率餘部再起，大敗唐淮安王李神通、幽州總管羅藝聯軍，擊走徐世勣，又擒薛萬均兄弟，半年之间恢复窦建德旧地。又遣使北结突厥。
五年正月，劉黑闥至相州，称汉东王，建元天造。以范願為左僕射，董康買為兵部尚書，高雅賢為右領軍，又引建德時文武悉復本位，定都洺州（今河北省邯郸市永年区）。李世民率軍來戰，時洺水縣人請為內應，於是遣總管羅士信入城據守，黑闥又攻陷其城，士信戰死，遂據洺州。后陷入僵持，又戰於洺水（在今河北曲周西），唐軍遣人決洺水堰，水淹漢東軍，黑闼等奔突厥。
此後，劉黑闥数引突厥贵族攻掠河北各地，曹湛、董康買等聚兵響應。黑闥斬唐河北道行軍大總管淮陽王李道玄於下博（今河北深縣東南）、原國公史萬寶輕騎逃還；迫唐洺州總管廬江王李瑗棄城逃亡，盡復其地，仍以洺州为都。
六年，唐太子李建成、齐王元吉以全力进攻，兩軍相峙於昌樂（今河南南樂）。此時李建成以魏徵之計，釋放俘虜以誘降，部分將士被誘，發動叛變，黑闥兵敗，率數百騎夜走館陶（今屬河北），李建成命騎將劉弘基追擊緊，武德六年（623年）一月初五至饒州（今河北饒陽），從者僅百餘人，欲入城求食，他所任的饒州总管崔元逊有三千余军队，想接纳刘黑闼，守城勾结突厥。崔元逊出迎，请刘黑闼入城，刘黑闼不肯，崔元逊哭着坚请，他才到城边闹市中歇息，崔元逊给他食物，他铺设好了坐下吃，崔元逊请求让城中兵供他检阅，说这些都是精锐，可以守城。刘黑闼一边吃一边同意了。崔元逊召兵展示时，先前已被乡长张善护说服生擒刘黑闼的车骑諸葛德威率健卒出来擒住刘黑闼，解送李建成，举城投降。刘黑闼骂道：「狗辈负我！」李建成遂斬殺劉黑闥及弟劉十善等於洺州，首級傳送長安。刘黑闼临刑说：“我当初有幸逃生在家锄菜，为高雅贤辈所误至此。”

## 影視形象
- 2018年电视剧《天下长安》：张继南饰